# 田中佐智子
田中 佐智子（たなか さちこ、1968年（昭和43年）4月3日 - ）は日本の労働・厚生労働官僚。

## 経歴
京都府舞鶴市出身。京都府立西舞鶴高等学校を経て、1991年（平成3年）3月に東京大学法学部を卒業。国家公務員採用Ⅰ種試験（法律）に合格し、同年4月労働省入省（職業安定局高齢・障害者対策部企画課）。雇用均等・児童家庭局短時間・在宅労働課長、社会・援護局障害保健福祉部障害福祉課長、職業安定局雇用保険課長、職業安定局総務課長、大臣官房地方課長、大臣官房参事官（総合政策統括担当）、労働基準局安全衛生部長などを歴任。途中浜松市に出向し、北脇保之市長のもとで助役（副市長）を務め、保健福祉や商工、農林水産などを担当した。
2024年（令和6年）7月5日、厚生労働省雇用環境・均等局長に就任。フリーランス・事業者間取引適正化等法の施行に伴う執行体制・相談体制の整備に尽力したほか、「年収の壁」への当面の対応として年収の壁・支援強化パッケージや同一労働同一賃金の遵守徹底、勤労者の福利厚生の充実にも取り組んだ。

## 年譜
基本的な出典
- 1991年（平成3年）
  - 03月 - 東京大学法学部卒業
  - 04月 - 労働省入省（職業安定局高齢・障害者対策部企画課）
  - 12月 - 愛知県労働部職業安定課
- 1992年（平成4年）
  - 04月 - 労働省愛知労働基準局監督課
  - 08月 - 労働省職業安定局雇用保険課
- 1994年（平成6年）07月 - 労働省大臣官房国際労働課
- 1996年（平成8年）09月 - 国際労働事務局（ジュネーヴ）
- 1998年（平成10年）09月 - 労働省大臣官房政策調査部総合政策課
- 1999年（平成11年）07月 - 労働省女性局庶務課長補佐
- 2000年（平成12年）07月 - 労働省職業安定局雇用政策課長補佐
- 2001年（平成13年）
  - 01月06日 - 厚生労働省職業安定局雇用政策課長補佐。
  - 04月 - 宮城県環境生活部男女共同参画推進課長兼NPO・青少年室長
- 2002年（平成14年）04月 - 宮城県環境生活部男女共同参画推進課長兼NPO活動促進室長
- 2003年（平成15年）04月 - 厚生労働省雇用均等・児童家庭局短時間・在宅労働課長補佐
- 2005年（平成17年）05月 - 厚生労働省職業能力開発局総務課長補佐
- 2006年（平成18年）
  - 04月：厚生労働省職業安定局雇用開発課地域企画官
  - 04月：（併）職業能力開発局総務課
  - 07月03日 - 浜松市助役[11]
- 2007年（平成19年）
  - 04月01日 - 浜松市副市長[注釈 1]
  - 04月30日 - 浜松市副市長退任[14]
  - 05月 - 厚生労働省職業安定局需給調整事業課派遣・請負労働企画官
- 2009年（平成21年）
  - 07月：厚生労働省職業安定局雇用開発課若年者雇用対策室長
  - 07月：（併）職業安定局雇用政策課
- 2010年（平成22年）
  - 08月 - 厚生労働省職業安定局派遣・有期労働対策部企画課若年者雇用対策室長
  - 09月 - 厚生労働省職業安定局派遣・有期労働対策部企画課雇用支援企画官
- 2011年（平成23年）10月 - 厚生労働省職業安定局派遣・有期労働対策部企画課求職者支援室長
- 2012年（平成24年）09月10日 - 厚生労働省雇用均等・児童家庭局短時間・在宅労働課長[4]
- 2014年（平成26年）07月11日 - 厚生労働省社会・援護局障害保健福祉部障害福祉課長[5]
- 2016年（平成28年）06月21日 - 厚生労働省職業安定局雇用保険課長[6]
- 2017年（平成29年）07月11日 - 厚生労働省職業安定局総務課長[7]
- 2018年（平成30年）07月31日 - 厚生労働省大臣官房地方課長[8]
- 2019年（令和元年）
  - 07月09日 - 厚生労働省大臣官房参事官（総合政策統括担当）[9]
  - 07月：（併）厚生労働省政策統括官付政策統括室副室長
- 2020年（令和2年）08月07日 - 厚生労働省労働基準局安全衛生部長[10]
- 2021年（令和3年）
  - 09月：厚生労働省大臣官房政策立案総括審議官（統計、総合政策、政策評価担当）
  - 09月：（併）厚生労働省政策統括官付政策統括室長代理
  - 09月：（併）内閣官房内閣委審議官（内閣官房副長官補付）
  - 09月：（命）内閣官房就職氷河期世代支援推進室次長
  - 11月：（命）内閣官房社会保障改革担当室審議官（～2021年12月）
- 2022年（令和4年）01月：（命）内閣官房全世代型社会保障構築本部事務局審議官
- 2023年（令和5年）07月04日 - 厚生労働省職業安定局高齢・障害者雇用開発審議官[15]
- 2024年（令和6年）07月05日 - 厚生労働省雇用環境・均等局長[12]